# A Gazeta (São Paulo)
A Gazeta foi um jornal diário vespertino fundado em 1906 por Adolfo Araújo em São Paulo.